# Prenzlau
Prenzlau, indtil 1880'erne Prenzlow, er administrationsby i i landkreis Uckermark i den tyske delstat Brandenburg
Prenzlau ligger cirka 100 km nord for Berlin og 50 km vest for Stettin i Polen og er det historiske midtpunkt i Uckermark. I Prenzlau forlader floden Ucker/Uecker søen Unteruckersee, der er den største af de Uckermärkiske Søer, og løber nordpå til Stettiner Haff.

## Bydele, landsbyer og bebyggelser
Til byen Prenzlau hører landsbyerne og bebyggelserne:
- Blindow
- Dauer
- Dedelow (med Ellingen und Steinfurth)
- Güstow (med Mühlhof)
- Klinkow (med Basedow)
- Schönwerder
- Seelübbe
- Alexanderhof
- Augustenfelde
- Bündigershof
- Dreyershof
- Ewaldshof
- Magnushof
- Stegemannshof
- Wollenthin

## Bymur
Der eksisterer knap halvdelen, 1410 meter af Prenzlaus gamle bymur. Det middelalderlige forsvarsanlæg var oprindeligt 3,1 kilometer, og gik rundt om byen.

### Tårne
- Seilerturm
- Hexenturm
- Pulverturm

### Porte
- Schwedter Torturm
- Mitteltorturm (der var forlæg for Oberbaumbrücke i Berlin)
- Blindower Tor